# Haloragis
Haloragis är ett släkte av slingeväxter. Haloragis ingår i familjen slingeväxter.

## Bildgalleri

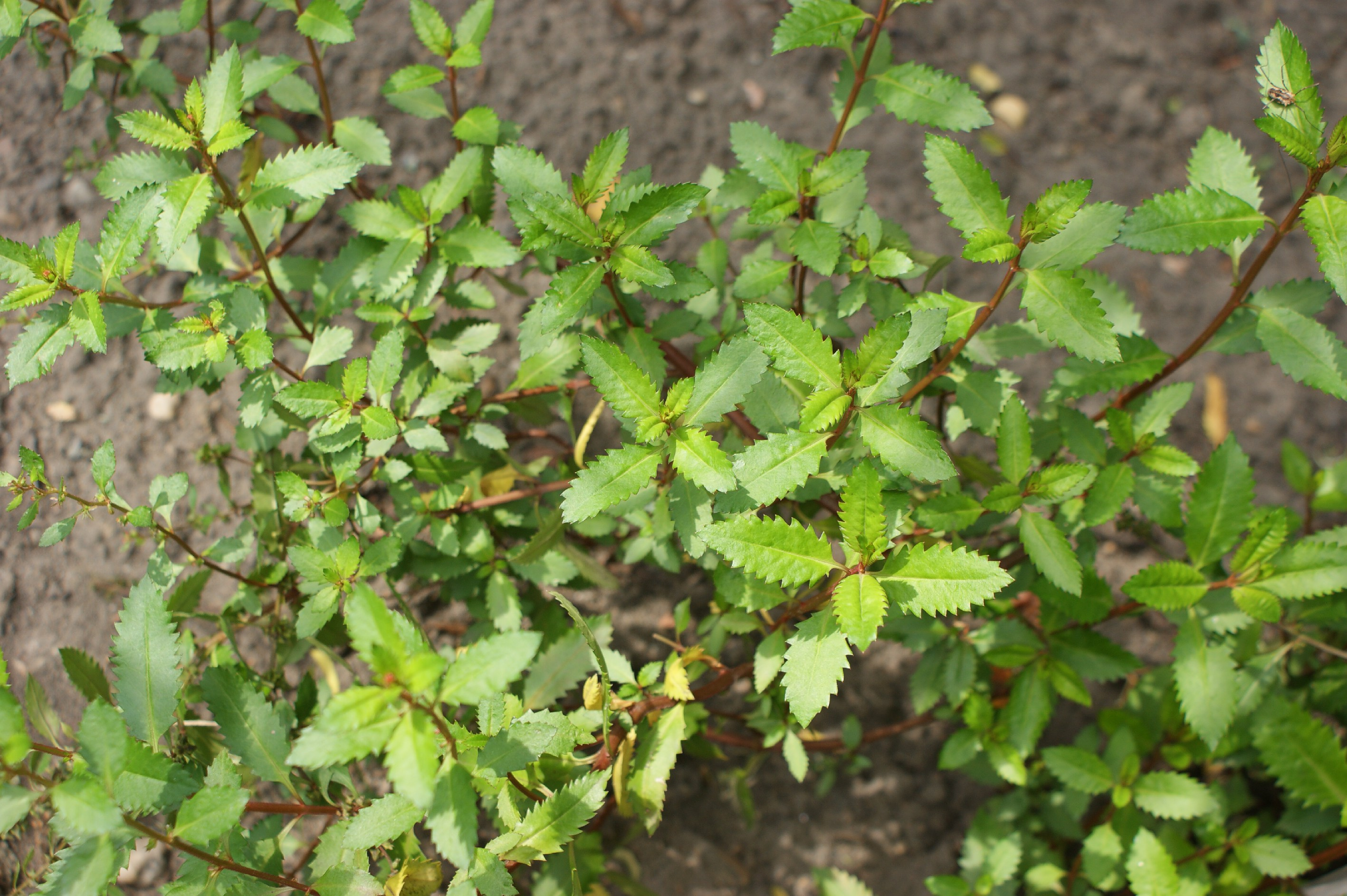
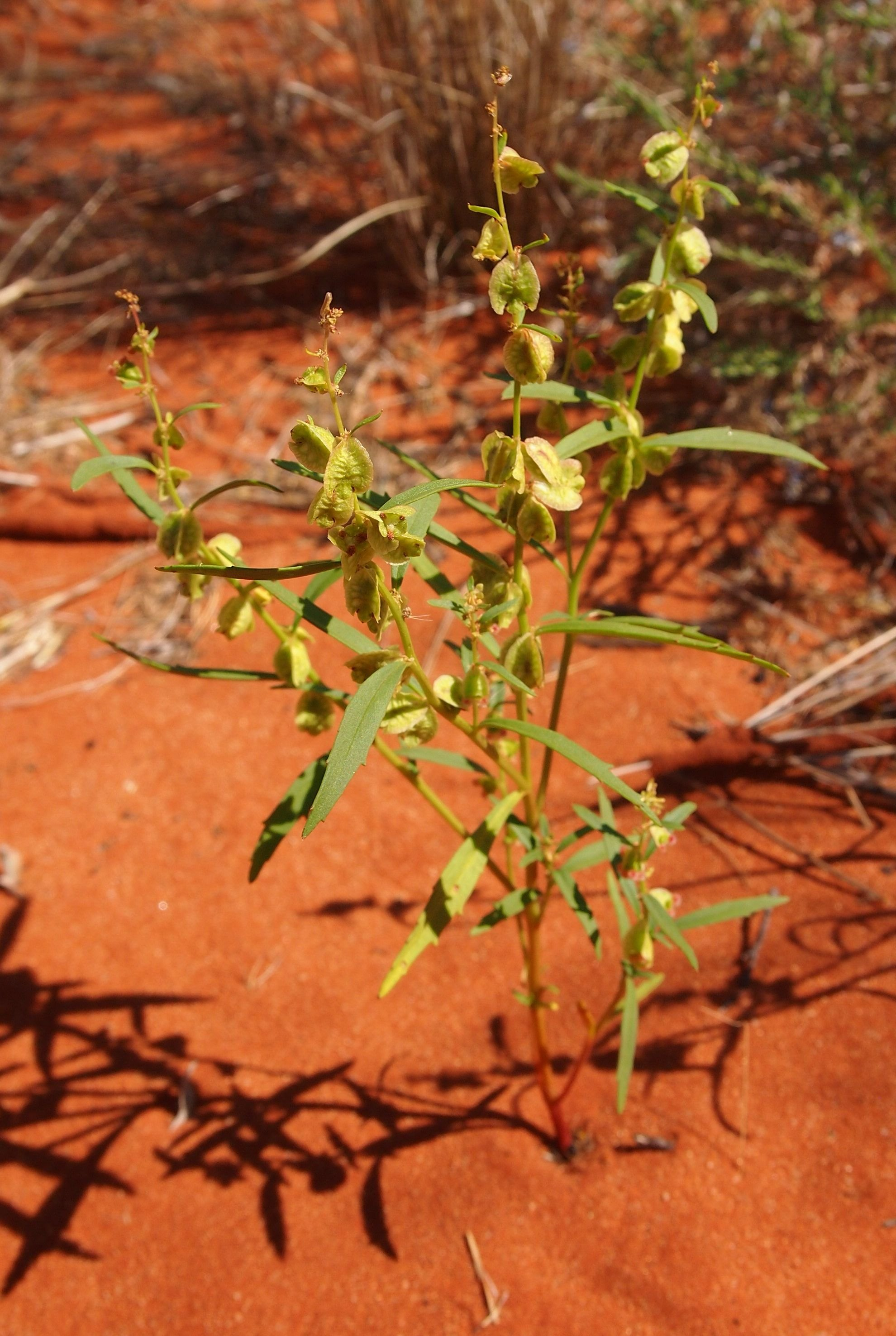
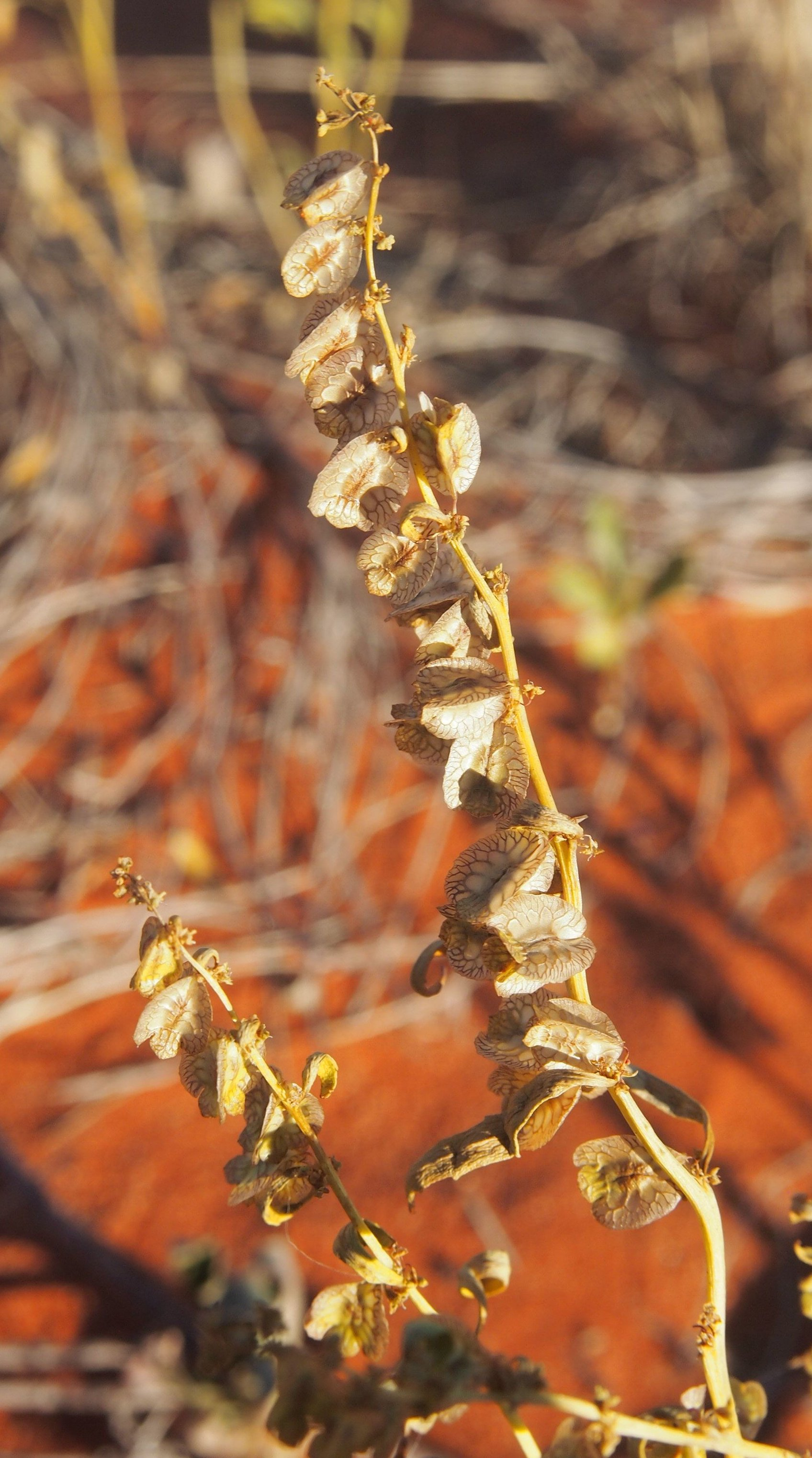
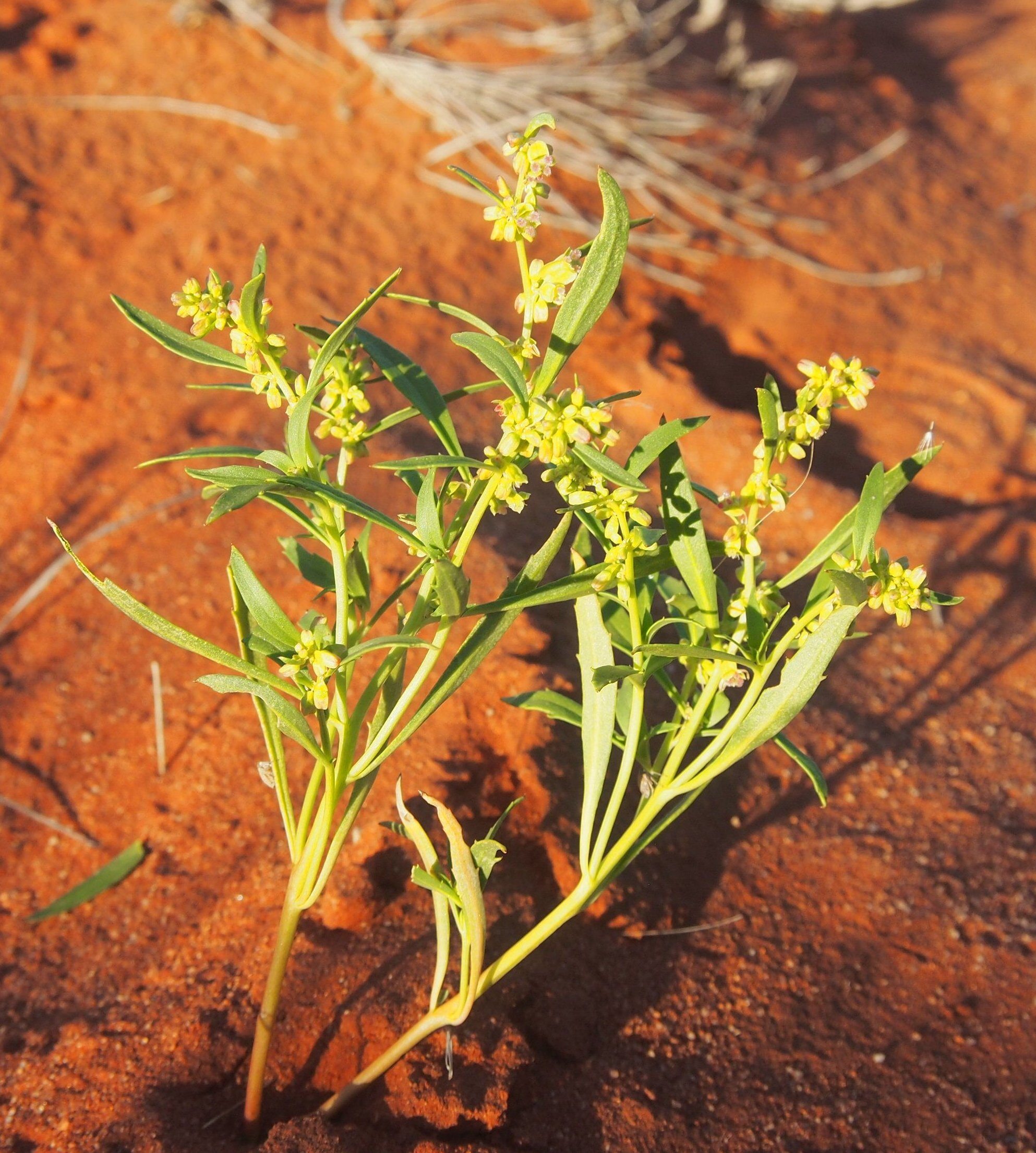
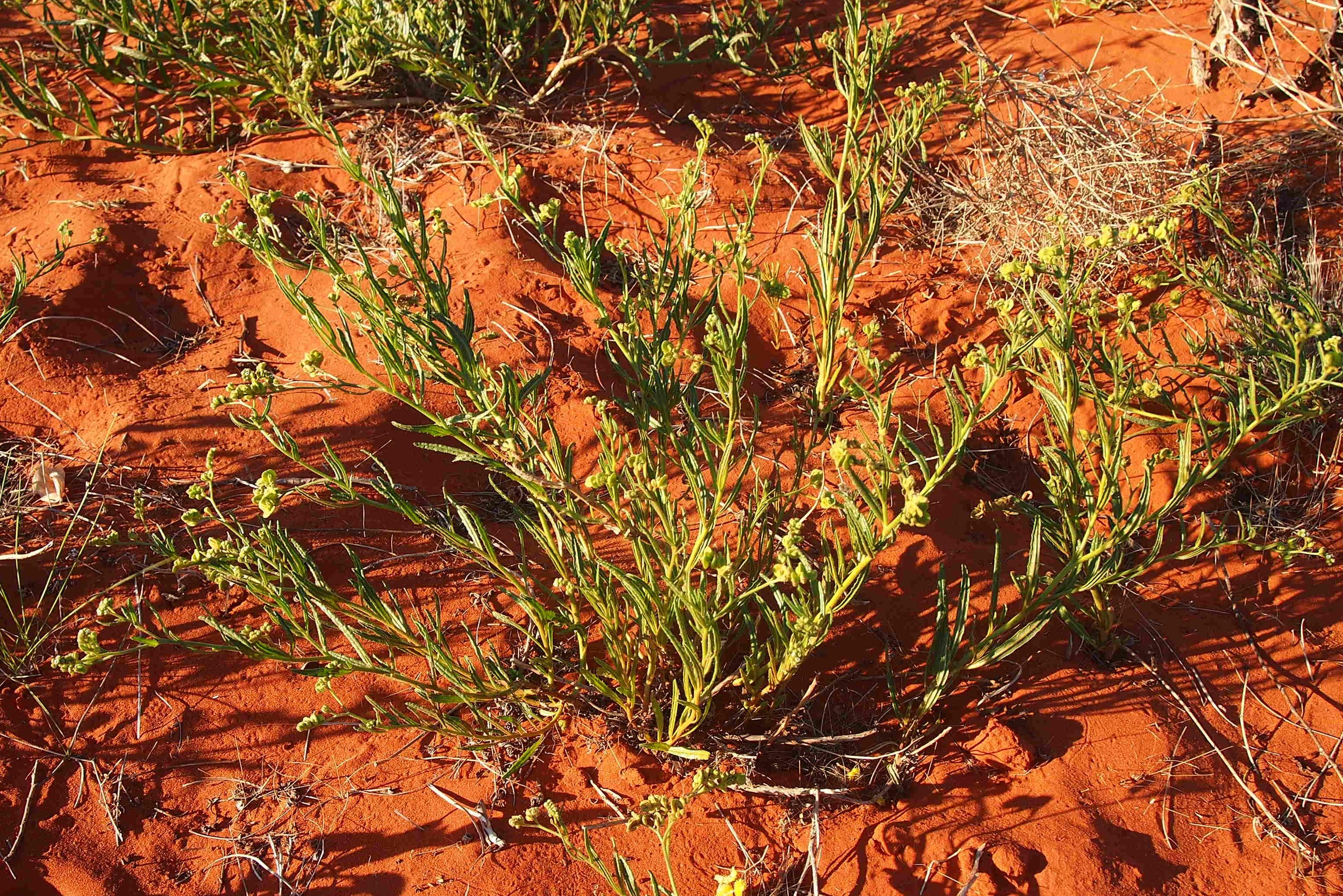
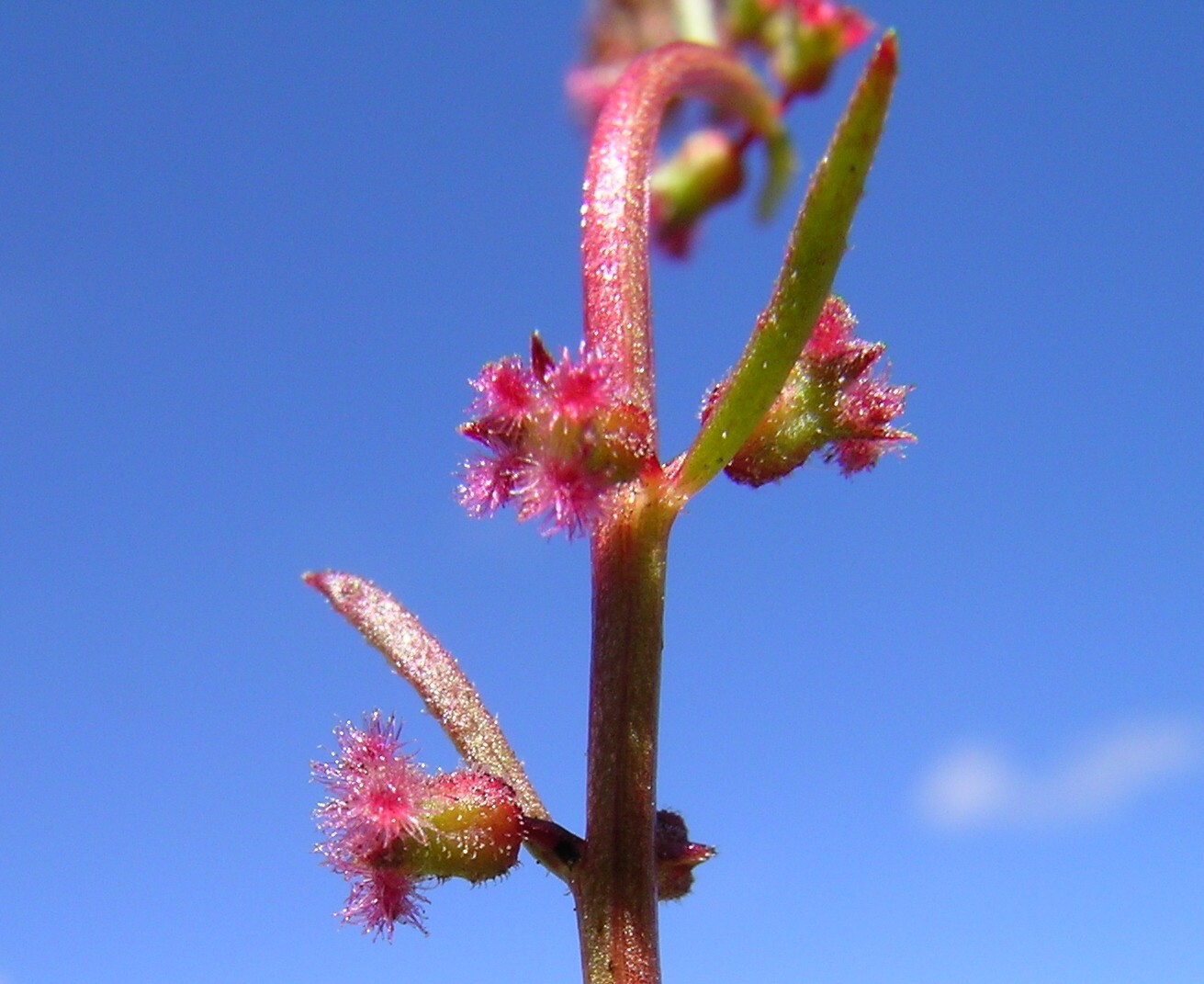

## Dottertaxa tillHaloragis, i alfabetisk ordning[1]
- Haloragis aculeolata
- Haloragis acutangula
- Haloragis aspera
- Haloragis brownii
- Haloragis colensoi
- Haloragis digyna
- Haloragis dura
- Haloragis eichleri
- Haloragis erecta
- Haloragis exalata
- Haloragis eyreana
- Haloragis foliosa
- Haloragis glauca
- Haloragis gossei
- Haloragis hamata
- Haloragis heterophylla
- Haloragis jerosoides
- Haloragis maierae
- Haloragis masafuerana
- Haloragis masatierrana
- Haloragis minima
- Haloragis myriocarpa
- Haloragis odontocarpa
- Haloragis platycarpa
- Haloragis procumbens
- Haloragis prostrata
- Haloragis scoparia
- Haloragis serra
- Haloragis stokesii
- Haloragis stricta
- Haloragis tenuifolia
- Haloragis trigonocarpa
- Haloragis uncatipila